# Wołowski
Wołowski là một huyện thuộc tỉnh Dolnośląskie của Ba Lan. Huyện có diện tích 675 km². Đến ngày 1 tháng 1 năm 2011, dân số của huyện là 47347 người và mật độ 70 người/km².